# I Need You (singolo Anna S)
I Need You è il singolo di debutto della cantante svedese Anna S, pubblicato a luglio 2005 su etichetta discografica Warner Music Group come primo estratto dal suo album di debutto omonimo.

## Tracce
Testi e musiche di Pier Schmid.
1. I Need You (Radio Edit) – 3:12
2. I Need You (Headroom Extended Mix) – 4:17

## Classifiche
| Classifica (2005) | Posizione massima |
| ----------------- | ----------------- |
| Svezia            | 8                 |